# Клівленд (округ Джексон, Вісконсин)
Клівленд (англ. Cleveland) — місто (англ. town) в США, в окрузі Джексон штату Вісконсин. Населення — 530 осіб (2020).

## Демографія
Згідно з переписом 2010 року, у місті мешкала 481 особа в 190 домогосподарствах у складі 130 родин. Було 250 помешкань
Расовий склад населення:
| - 98,5 % — білих - 0,6 % — корінних американців - 0,2 % — чорних або афроамериканців |

До двох чи більше рас належало 0,6 %. Частка іспаномовних становила 0,8 % від усіх жителів.
За віковим діапазоном населення розподілялося таким чином: 23,3 % — особи молодші 18 років, 60,5 % — особи у віці 18—64 років, 16,2 % — особи у віці 65 років та старші. Медіана віку мешканця становила 44,5 року. На 100 осіб жіночої статі у місті припадало 113,8 чоловіків;  на 100 жінок у віці від 18 років та старших — 113,3 чоловіків також старших 18 років.
Середній дохід на одне домашнє господарство  становив 61 244 долари США (медіана — 46 250), а середній дохід на одну сім'ю — 67 075 доларів (медіана — 60 536). Медіана доходів становила 41 161 долар для чоловіків та 39 500 доларів для жінок. За межею бідності перебувало 18,5 % осіб, у тому числі 31,4 % дітей у віці до 18 років та 8,1 % осіб у віці 65 років та старших.
Цивільне працевлаштоване населення становило 235 осіб. Основні галузі зайнятості: освіта, охорона здоров'я та соціальна допомога — 19,1 %, сільське господарство, лісництво, риболовля — 15,3 %, виробництво — 12,8 %, роздрібна торгівля — 10,6 %.